# ساكن الحكمي

تعديل مصدري - تعديل

ساكن الحكمي هي إحدى قرى عزلة جعار بمديرية خنفر التابعة لمحافظة أبين، بلغ تعداد سكانها 71 نسمة حسب تعداد اليمن لعام 2004.